# Алеути
Алеути (енгл. Aleuts, рус. Алеуты) представљају домородачку етничку групу Алеутских острва. Алеути говоре алеутским језиком, који припада ескимско-алеутској породици језика. Традиционално се баве ловом и риболовом, а познати су и по изради кошара. Због тешких климатских услова на острвима, које често погађају арктичке олује, развили су посебну врсту кућа названих барабар. 

## Историја
Пре доласка Европљана на Алеутима је живело око 25.000 становника. Први Европљани који су стигли били су мисионари Руске православне цркве, те се међу Алеутима проширило православље. Први хришћански мученик на тлу Северне Америке био је Свети Петар Алеут. У 19. веку је због трговине крзном интензивиран контакт Алеута с Европљанима, који је донео болести и алкохол. Попис становништва 1910. је наводио тек 1.491 становника. 
У Другом светском рату становништво је додатно страдало због јапанске окупације острва Ату и Киска, односно евакуације преосталих становника у избегличке логоре на Аљасци.